# 马里奥·金德兰
马里奥·金德兰（西班牙語：Mario Kindelán，1971年8月10日—），古巴男子拳击运动员。他曾代表古巴参加2000年和2004年夏季奥林匹克运动会拳击比赛，获得二枚金牌。他也曾参加1999年和2003年泛美运动会。